# Andrzej Stękała
Andrzej Stękała ([ˈandʐɛj stɛŋˈkawa]), poljski smučarski skakalec, * 30. junij 1995, Zakopane, Poljska.
Stękała je član kluba AZS Zakopane in poljske državne reprezentance. V svetovnem pokalu je debitiral 19. decembra 2015 na tekmi v Engelbergu in s 27. mestom prvič osvojil točke svetovnega pokala. 24. januarja 2016 se je na tekmi v domačih Zakopanih prvič uvrstil v prvo dvajseterico s 17. mestom, 10. februarja pa prvič v prvo deseterico s šestim mestom v Trondheimu. Po štirih zaporednih sezonah brez točk svetovnega pokala, je bila sezona 2020/21 najboljša v njegovi karieri z dvajsetimi uvrstitvami v točke svetovnega pokala, od tega šestkrat v prvo deseterico, 13. februarja 2021 pa je dosegel svojo najboljšo uvrstitev v karieri z drugim mestom v Zakopanih. Skupno je sezono končal na 16. mestu v skupnem seštevku svetovnega pokala. Na svetovnih prvenstvih je edinkrat nastopil leta 2021 v Oberstdorfu ter dosegel 21. mesto na veliki skakalnici in 30. na srednji posamično ter bronasto medaljo na ekipni tekmi. Na svetovnih prvenstvih v poletih je v edinem nastopu leta 2020 na Letalnici bratov Gorišek v Planici dosegel deseto mesto na posamični tekmi in bronasto medaljo na ekipni. Svoj osebni rekord je dosegel 14. februarja 2016 na letalnici Vikersundbakken v Vikersundu z dolžino 235 m.